# خطوط هاواي الجوية
خطوط هاواي الجوية (بالإنجليزية: Hawaiian Airlines)‏ (بالهاوائية: Hui Mokulele o Hawa) هي أكبر شركة طيران في ولاية هاواي الأمريكية. وهي عاشر أكبر شركة طيران تجارية في الولايات المتحدة، ويقع مقرها في هونولولو، هاواي. تطلق شركة الطيران الرحلات مركزها الرئيسي في مطار هونولولو الدولي في جزيرة أواهو ومحورًا ثانويًا في مطار كاهولوي في جزيرة ماوي. تدير خطوط هاواي رحلات إلى آسيا وساموا الأمريكية وأستراليا وبولينيزيا الفرنسية وهاواي ونيوزيلندا والبر الرئيسي للولايات المتحدة. خطوط هاواي الجوية مملوكة لشركة إجازات هاواي المحدودة. يشغل بيتر آر إنجرام منصب الرئيس الحالي والمدير التنفيذي.
خطوط هاواي هي أمن شركة طيران أمريكية حيث لم تتعرض أبدًا لحادث مميت أو خسارة بدن على مدار تاريخها، وغالبًا ما تتصدر قائمة شركات النقل في الالتزام بالمواعيد في الولايات المتحدة بالإضافة إلى أقل عدد من عمليات الإلغاء والبيع الزائد ومشاكل الأمتعة.

## الوجهات
تخدم خطوط هاواي الجوية خدماتها في العديد من دول وأقاليم آسيا والمحيط الهادئ. أضافت شركة الطيران وجهتها الدولية الثامنة لمطار إنتشون الدولي بالقرب من سول، كوريا الجنوبية في 12 يناير 2011. لديها أيضًا رحلات دولية يومية وأسبوعية مباشرة بدون توقف من هونولولو إلى تاهيتي وأستراليا وكوريا الجنوبية واليابان ونيوزيلندا.

### اتفاقية الرمز المشترك
لدى خطوط هاواي الجوية اتفاقية الرمز المشترك مع الشركات التالية:
- طيران الصين
- الخطوط الجوية الأمريكية
- الخطوط الجوية الصينية
- خطوط دلتا الجوية
- الخطوط الجوية اليابانية
- خطوط جيت بلو الجوية
- كوريا للطيران
- الخطوط الجوية الفلبينية
- الخطوط الجوية التركية
- الخطوط الجوية المتحدة
- خطوط فيرجن أستراليا الجوية

### المشاريع المشتركة
لدى خطوط هاواي الجوية لديها اتفاق مع خطوط جنوب إفريقيا الجوية. كما أن لديها اتفاق شحن مع خطوط ساوث ويست الجوية.

## الأسطول
اعتبارًا من فبراير 2023، يتكون أسطول خطوط هاواي الجوية من الطائرات التالية:
| الطائرة                  | في الخدمة | مطلوبة | الركاب       | الركاب            | الركاب   | الركاب  | ملاحظات                                                     |
| الطائرة                  | في الخدمة | مطلوبة | رجال الأعمال | السياحية المتميزة | السياحية | المجموع | ملاحظات                                                     |
| ------------------------ | --------- | ------ | ------------ | ----------------- | -------- | ------- | ----------------------------------------------------------- |
| عائلة إيرباص إيه 320 نيو | 18        | —      | 16           | 44                | 129      | 189     |                                                             |
| إيرباص إيه 330           | 24        | —      | 18           | 68                | 192      | 278     |                                                             |
| بوينغ 717                | 19        | —      | 8            | 17                | 103      | 128     |                                                             |
| بوينغ 787                | —         | 12     | 34           | —                 | 267      | 301     | يبدأ التسليم في 2023.                                       |
| أسطول الشحن              |           |        |              |                   |          |         |                                                             |
| إيرباص إيه 330           | —         | 10     | شحن          | شحن               | شحن      | شحن     | تبدأ عمليات التسليم في أواخر عام 2023. للعمل مع أمازون إير. |
| المجموع                  | 61        | 22     |              |                   |          |         |                                                             |

قامت شركة الطيران بتسمية طائراتها من طراز بوينغ 717 على اسم الطيور التي عثر عليها في بولينيزيا، وطائرة إيرباص إيه 330 بالأبراج البولينيزية التي كانت تستخدم تاريخيًا للتنقل إلى جزر هاواي، وأسطولها من طراز إيرباص إيه 321 نيو على اسم النباتات والغابات في هاواي.

### الأسطول التاريخي
قامت خطوط هاواي الجوية سابقًا بتشغيل مجموعة متنوعة من الطائرات بما في ذلك ما يلي:
| الطائرة                    | أدخلت | سحبت      | ملاحظات |
| -------------------------- | ----- | --------- | --- |
| إيه تي آر 42               | 2014  | 2021      | شغلتها الشركة الفرعية أوهانا |
| بيتشكرافت موديل 18         | 1947  | غير معروف | |
| بيلانكا سي إتش-300         | 1929  | 1933      | |
| بوينغ 767-300              | 2006  | 2018      | تشتخدم في الرحلات الجوية من هاواي إلى البر الرئيسي في الولايات المتحدة.. استبدلت ب إيرباص إيه 330 وإيرباص إيه 320 نيو وبوينغ 787 |
| بوينغ 767 إي أر-300        | 2001  | 2019      | تشتخدم في الرحلات الجوية من هاواي إلى البر الرئيسي في الولايات المتحدة.. استبدلت ب إيرباص إيه 330 وإيرباص إيه 320 نيو وبوينغ 787 |
| كونفير سي في -240          | 1953  | 1973      | |
| دي هافيلاند كندا داش 7     | 1981  | 1994      | طائرة قادرة على إقلاع وهبوط قصير                                                                                                 |
| دوغلاس دي سي-3             | 1941  | 1966      | |
| دوغلاس دي سي-6             | 1958  | 1969      | |
| دوغلاس دي سي-8-60          | 1983  | 1993      | |
| لوكهيد إل-188 اليكترا      | 1970  | 1980      | |
| لوكهيد إل-1011 تراي ستار   | 1985  | 1994      | استبدلت ب ماكدونل دوغلاس دي سي-10                                                                                                |
| ماكدونل دوغلاس دي سي-9-10  | 1966  | 1971      | أول طائرة تشغلها خطوط هاواي الجوية                                                                                               |
| ماكدونل دوغلاس دي سي-9-30  | 1968  | 1975      | استبدلت ب ماكدونل دوغلاس دي سي-9                                                                                                 |
| ماكدونل دوغلاس دي سي-9-50  | 1975  | 2001      | استبدلت ب بوينغ 717 |
| ماكدونل دوغلاس دي سي-10-10 | 1994  | 2003      | استبدلت ب بوينغ 767 |
| ماكدونل دوغلاس دي سي-10-30 | 1999  | 2001      | مستأجرة من الخطوط الجوية الأمريكية وخطوط كونتيننتال الجوية                                                                       |
| ماكدونل دوغلاس إم دي-80    | 1981  | 1990      | |
| NAMC YS-11                 | 1966  | 1967      | |
| شورت 330                   | 1978  | 1980      | |
| Sikorsky S-38              | 1929  | 1942      | طائرة برمائية |
| Sikorsky S-43              | 1935  | 1946      | طائرة برمائية |
| فيكرز فيسكونت              | 1963  | 1964      | |